# Granville Waiters
Granville Waiters   (Columbus, 8 de gener de 1961 - Columbus, 23 de març de 2021) va ser un jugador de bàsquet estatunidenc que fou professional durant la dècada de 1990.
Amb 2,11 metres i 102 kg, Waiters va jugar de pivot a l'equip de bàsquet de l'Ohio State University, d'on va ser escollit pel Portland Trail Blazers en la segona ronda del draft de la NBA de 1983. Els Blazers van vendre els seus drets als Indiana Pacers i Waiters va passar les seves primeres dues temporades a Indiana. Després va jugar als Houston Rockets i als Chicago Bulls, fins que el 1988 va deixar la NBA per jugar a Europa el 1988. A la NBA va fer 2,4 punts i 2,2 rebots de mitjana.
Entre el 1988 i el 1990 va jugar a la lliga espanyola, primer al FC Barcelona, amb qui guanyà la lliga 1988-1989 i fou finalista en la Copa del Rei, i posteriorment al Cajabilbao. Fins a la seva mort va estar implicat en ajudar els pobres al seu Ohio natal.